# Pachamachay
Pachamachay es el nombre de una cueva situado en el departamento de Junín, en los Andes Centrales del Perú, en la región puna. Es la sede de un yacimiento arqueológico  donde se hallaron evidencias de una continua ocupación humana desde el 10.000 a. C. (período lítico) hasta el 1.700 a. C. (período arcaico tardío).

## Excavaciones
Las punas de Junín fueron estudiadas sistemáticamente desde fines de la década de 1960 hasta comienzos de la década de 1980 por un grupo de investigadores peruanos y extranjeros, entre los que destacan Ramiro Matos Mendieta y John W. Rick. Se estudiaron una serie de cuevas, como las de Pachamachay, Ccorimachay, Ushkumachay, Cuchimachay, Panaulauca y Tilarnioc.
Matos elaboró una secuencia para la etapa cazadora-recolectora en la zona de Junín, que se remonta hacia los 12.000 a. C. (Panaulauca) y se extiende hasta la introducción de la alfarería, alrededor de 1700 a. C. Asimismo, la arqueóloga francesa Danièle Lavallée y sus colaboradores descubrieron 28 cuevas y abrigos rocosos donde encontraron también materiales precerámicos; uno de esos sitios es el abrigo rocoso de Telarmachay.
En el caso específico de la cueva de Pachamachay, situada cerca del lago Chinchaycocha, fue excavada por Ramiro Matos en 1969-1970; luego, por el mismo Matos y Peter Kaulicke en 1973. John W. Rick lo hizo en 1975-1976.

## Cronología
La antigüedad de  Pachamachay se calcula entre 11.000 a 10.000 a. C. pues un fechado radiocarbónico de la capa 32 proporcionó la fecha de 9 850 ± 930 años antes del presente. Debajo de esa capa existe otra, la capa 33, ubicada en la roca madre de la cueva, con huellas también de actividad cultural. 

## Hallazgos
Pachamachay muestra una gran densidad de restos superpuestos en diversos estratos, lo que evidencia una permanente ocupación. En los niveles más profundos se hallaron herramientas bifaciales y puntas unifaciales, de hacía 9000 a. C.; en los siguientes  se encontraron puntas con escotadura basal, puntas con hombros y puntas triangulares, con una antigüedad promedio de 8000 a. C.
A partir del arcaico tardío (hacia 4000 a 2000 a. C.) abundan los restos de camélidos jóvenes, lo que probaría que el hombre de entonces ejerció control y selección de esos animales, en otras palabras, domesticación y cría.

## Cazadores sedentarios
Según Rick, Pachamachay demuestra la existencia de cazadores líticos que vivían en campamentos permanentes por muchos años, es decir, se tratarían grupos semi-sedentarios. Ello debido a que su subsistencia no habría estado basada solo en la caza, sino en el aprovechamiento de rebaños más o menos cautivos de vicuñas (camélidos) propios de la puna.
Las punas de Junín ofrecían las condiciones para esa forma de vida debido a que la vicuña, un animal gregario no migrante, era obtenible todo el año. Los cazadores de vicuñas se habrían limitado a desplazarse de manera regular en un radio de 9 km a la redonda desde sus campamentos permanentes. La figura del típico cazador nómada que recorre inmensos espacios en busca de piezas de caza no correspondería pues al hombre de Pachamachay.